# Redlschlag
Redlschlag (ungarisch Újvörösvágás, Vörösvágás) ist eine Ortschaft und eine Katastralgemeinde der Marktgemeinde Bernstein, im burgenländischen Bezirk Oberwart (Österreich), die vermutlich im 13. Jahrhundert entstand. Der Ort hat 355 Einwohner (Stand 1. Jänner 2025). Redlschlag war bis Ende 1970 eine eigenständige Gemeinde.

## Geografie
Redlschlag liegt auf 690 Meter Seehöhe und ist somit der höchstgelegene Ort des Burgenlandes. Die höchste Erhebung ist das Steinstückl mit 833 Meter. Der Ort liegt sanft eingebettet in eine hügelige Landschaft in den Ausläufern der Buckligen Welt und bietet zahlreiche Wander- und Radwege.

## Geschichte
Am 1. Jänner 1971 wurde der bis dahin eigenständige Ort im Zuge des Gemeindestrukturverbesserungsgesetzes der burgenländischen Landesregierung mit den Orten Bernstein, Dreihütten, Rettenbach und Stuben zur neuen Großgemeinde Bernstein zusammengefasst.

## Klima
Aufgrund der hohen Lage ist das Klima rau und reich an Niederschlägen. Der Jahresdurchschnitt erreicht zwischen 910 und 1200 Millimeter. Außerdem liegt der Ort in einem relativ schneereichen Gebiet.

## Vereine
- Spielgemeinschaft (SG) Redlschlag: Fußball, 2. Klasse A Süd
- Freiwillige Feuerwehr Redlschlag: Erste Hilfe, Brand-/Löscheinsätze
- Jäger: Revierbetreuung
- Verschönerungsverein: Dorferneuerung und -pflege
- IKBR – Burschen Redlschlag: Pflege von Brauchtum und Tradition (beispielsweise „Hochzeitsschießen“, „Zwicklscheittragen“, Faschingsumzug und andere mehr)

## Essen und Trinken
Es gibt ein Gasthaus und ein Café.

## Sehenswertes
- Aussichtswarte: Die Aussichtswarte (814 Meter), ortsbekannt unter Guglhupf oder Scheahaufen, liegt etwas außerhalb des Ortes und bietet einen ausgezeichneten Ausblick über die Umgebung. Bei klarer Sicht bietet sich ein eindrucksvolles Panorama, das von der Rax und vom Schneeberg im Nordwesten über die Bucklige Welt und den Neusiedler See im Osten bis hin in die Pannonische Tiefebene im Südosten reicht.

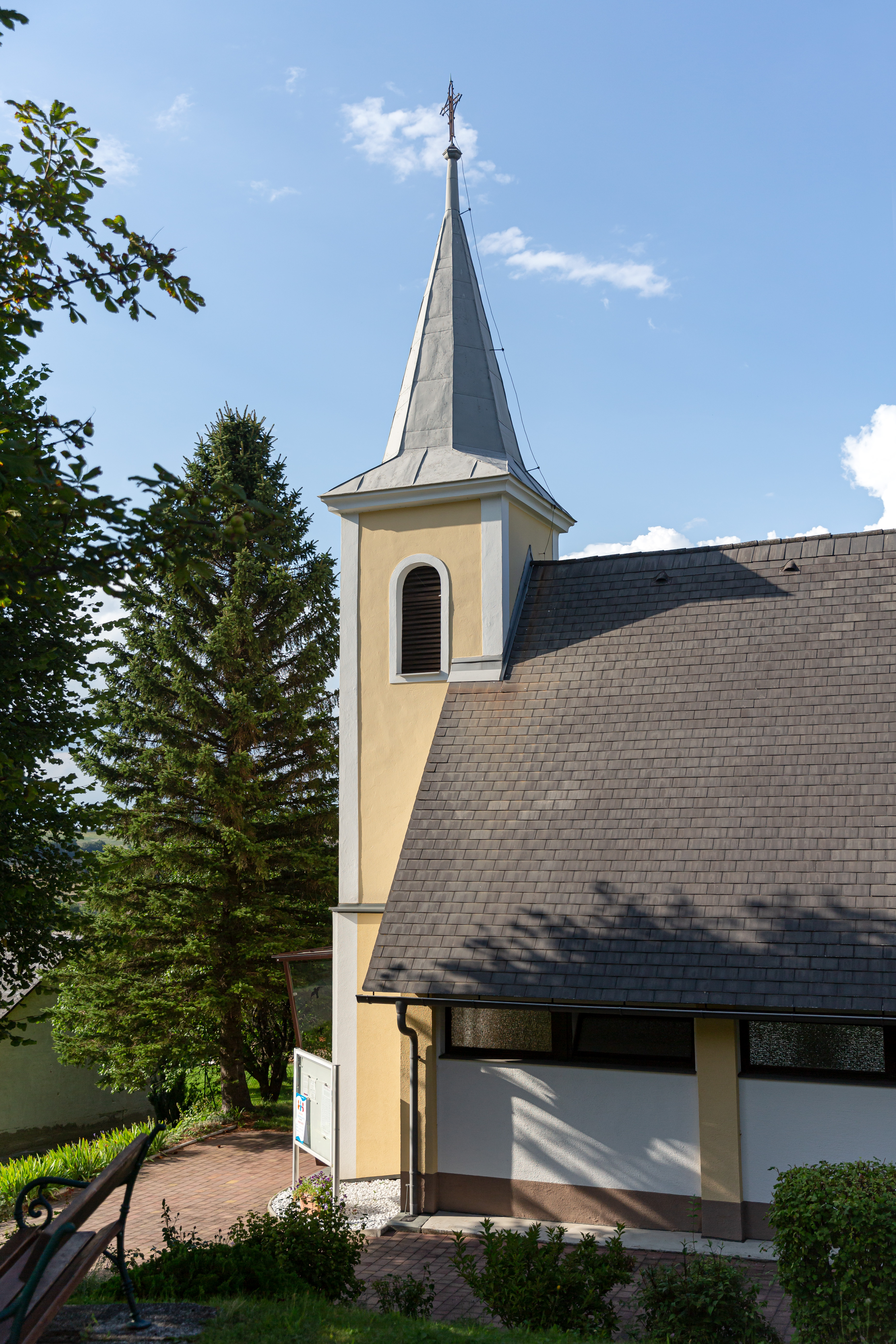
Evangelische Kirche
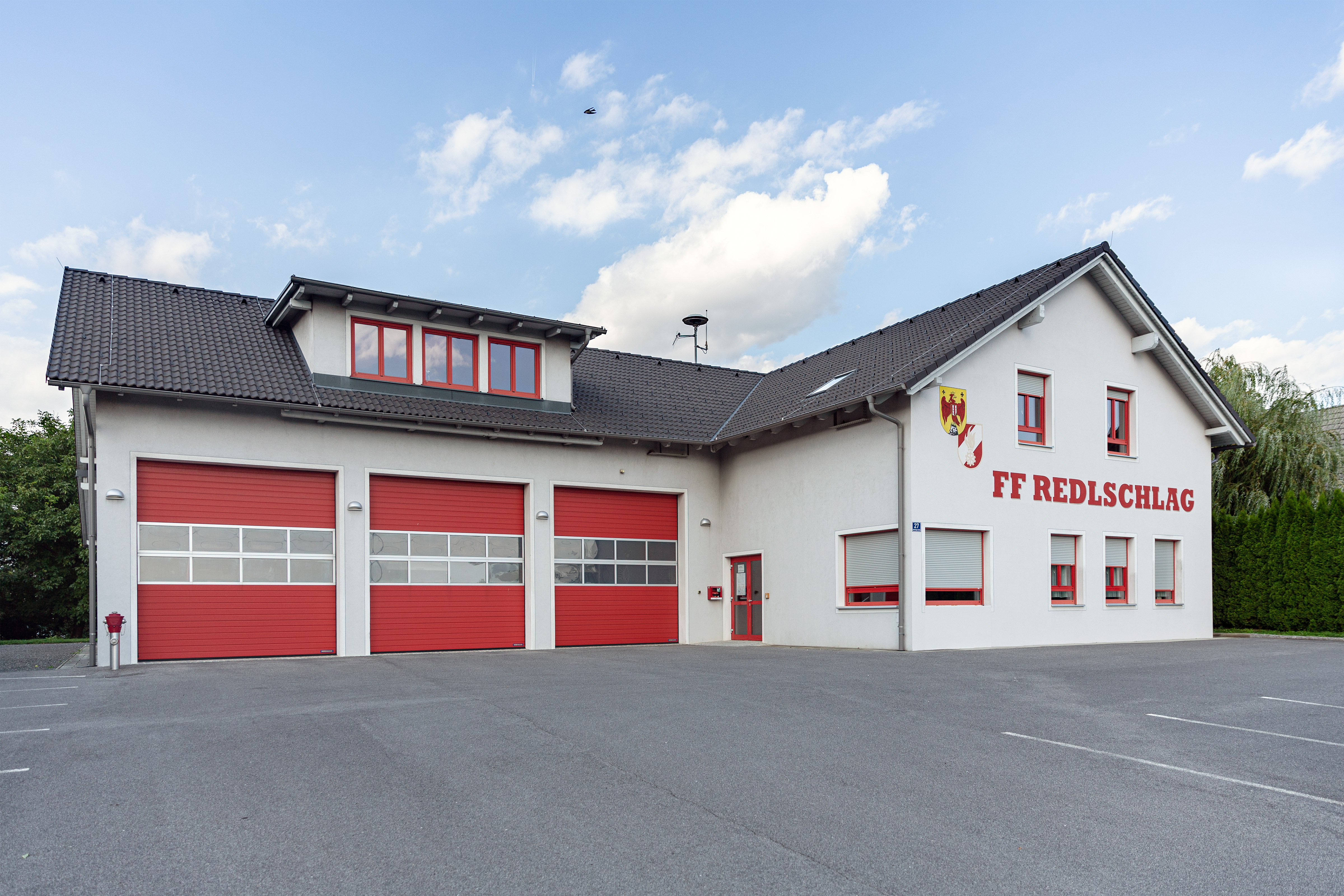
Freiwillige Feuerwehr
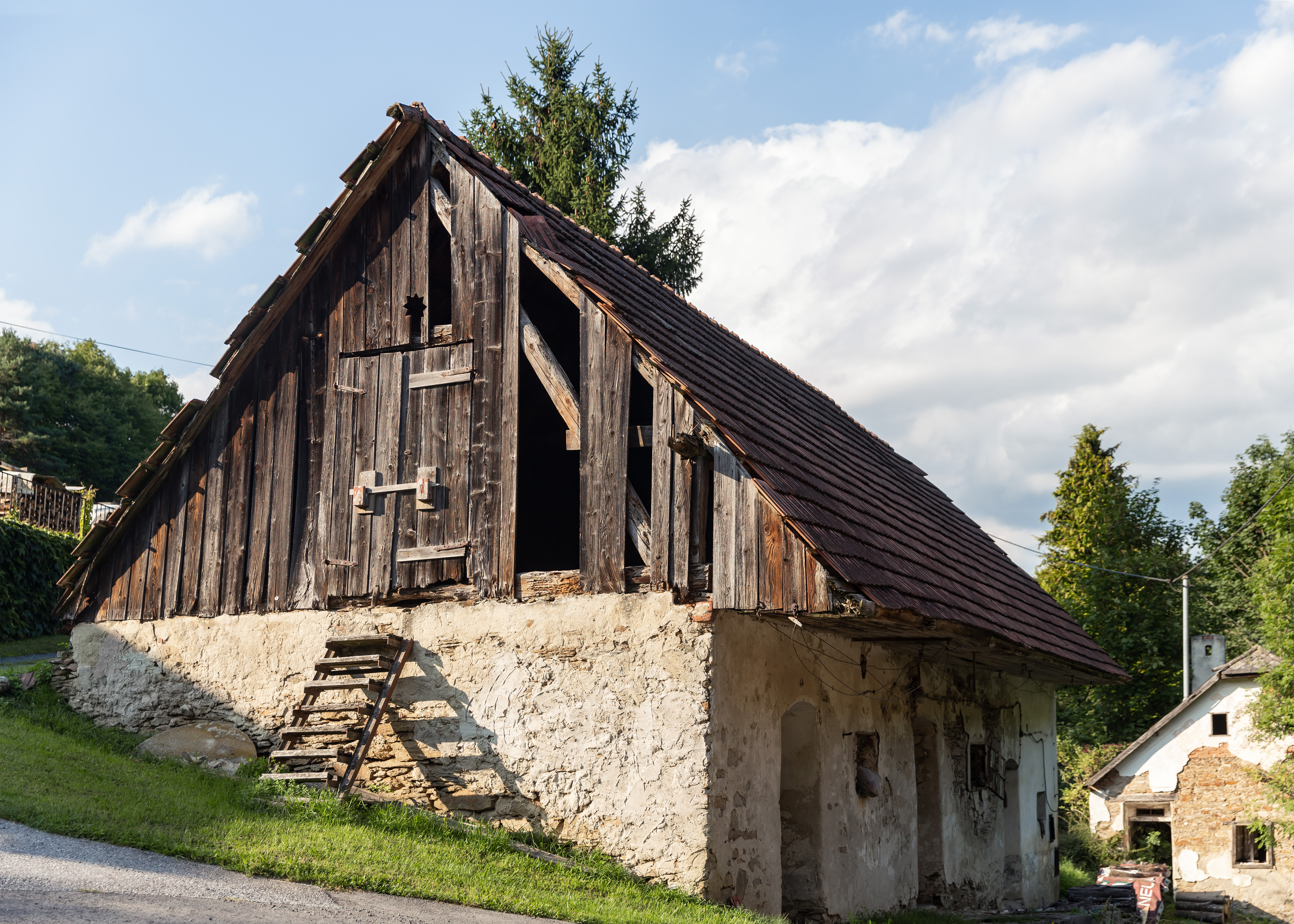
Staudenmühle
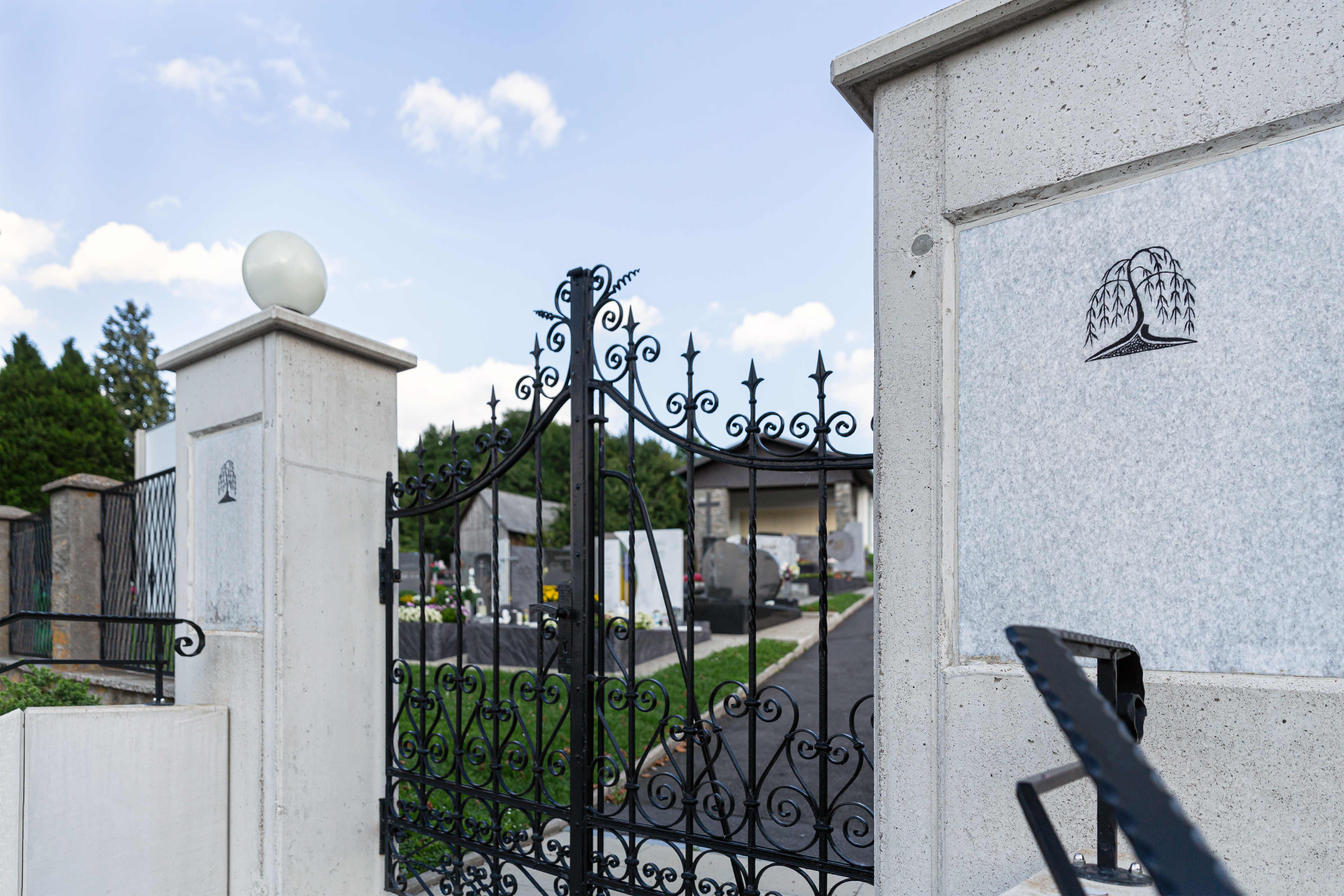
Friedhof